# كارلوس كوينتانا (ملاكم)
كارلوس كوينتانا مواليد 6 نوفمبر 1976 في بورتوريكو، هو ملاكم محترف بورتوريكي سابق صنّف ضمن فئة وزن الوسط بدأ مسيرته الاحترافية سنة 1997. حقق بطولة منظمة الملاكمة العالمية.

## إحصائيات
خاض خلال مسيرته 33 نزالا، فاز في 29 ولم يتعادل وخسر في 4. فاز بالضربة القاضية في 23 نزالا.

## روابط خارجية
- كارلوس كوينتانا على موقع بوكس ريك (الإنجليزية) (registration required)